# Radio Astronomy Explorer

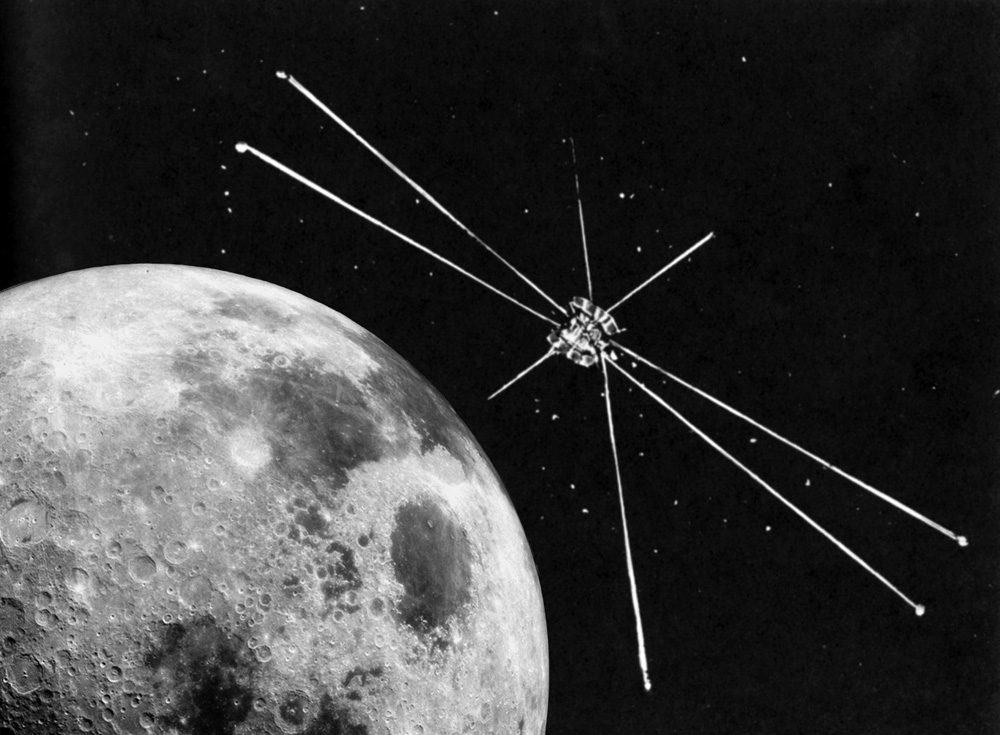
RAE-B in der Mondumlaufbahn

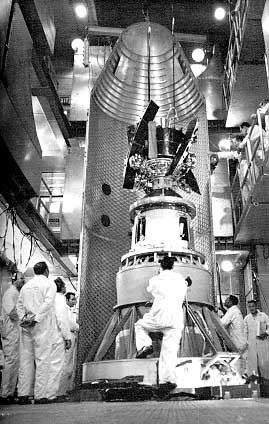
Die Nutzlastverkleidung wird um RAE-B angebracht.

Die Radio Astronomy Explorer (RAE) waren zwei Raumflugkörper des Explorer-Programms, die Radioquellen im Weltraum erforschten: besonders die Sonne, die Planeten und die Galaxie. Der erste Radio Astronomy Explorer war ein Satellit und der zweite war eine Raumsonde, die den Mond umkreiste und über seiner Rückseite, ungestört von irdischen Radioemissionen, messen konnte.

## RAE-A
RAE-A (Explorer 38) war ein Satellit, der Radiostrahlung im Frequenzbereich von 0,2 bis 20 MHz untersuchte. RAE-A wog 193 kg und war gravitationsstabilisiert. Er besaß zwei 229 m lange V-Antennen, von denen die eine zur Erde und die andere senkrecht in den Weltraum ragten. Eine weitere 36,6 m lange Dipolantenne war tangential zur Erdoberfläche ausgerichtet. Der Flugkörper wurde am 4. Juli 1968 um 17:31 Uhr UTC mit einer Delta-J-Rakete in eine fast kreisförmige rückläufige Erdumlaufbahn mit 120,6° Bahnneigung zwischen 5851 km und 5861 km Höhe gestartet. RAE-A hatte vier Instrumente an Bord und verbrauchte 25 W.

## RAE-B
RAE-B (Explorer 49) wurde in eine Mondumlaufbahn gebracht und untersuchte Radiostrahlung in einem Frequenzbereich von 25 kHz bis 13,1 MHz. Auch er besaß zwei 229 m lange V-Antennen. Eine zeigte senkrecht zum Mond und die andere ragte senkrecht in den Weltraum. Eine dritte, 37 m lange Dipolantenne war parallel zur Mondoberfläche ausgerichtet. Zur Unterdrückung von Schwingungen der Raumsonde hatte RAE-B einen 129 m langen Schwingungsdämpfer. RAE-B war zylinderförmig, 79 cm hoch und hatte einen Durchmesser von 92 cm. Der 328 kg schwere RAE-B wurde am 10. Juni 1973 um 14:13 Uhr UTC von einer Delta-1913-Rakete in eine Fluchtbahn zum Mond geschossen, den er am 15. Juni 1973 erreichte. Nach der Zündung seines Feststoffbremstriebwerkes war das Gewicht auf 200 kg gefallen, und der Explorer umkreiste den Mond in 1053 bis 1064 km Höhe mit einer Bahnneigung von 55,7°. Die Antennen wurden jedoch, anders als bei RAE-A, schrittweise ausgefahren, so dass die Dipolantennen ihre volle Länge erst im November 1974 erreichten. RAE-B arbeitete bis August 1977.